# Afstandssensor
Dit overzicht is mogelijk incompleet; u kunt helpen door het uit te breiden.
Een afstandssensor is een bepaald type afstandsmeter. Er zijn verschillende soorten werkingsprincipes van afstandssensoren.

## Werkingsprincipes
Een selectie van werkingsprincipes voor afstandssensoren zijn:
- Ultrasoonsensor (ultrasoon)
- Infraroodsensor (infrarood)
- Wervelstroom (Wervelstroom)
- Lineair variabele differentiaaltransformator
- Encoder
- Radar

## Toepassingen
Een toepassing in de auto-industrie is b.v. Intelligent Cruise Control.